# Communauté de communes Entre Bièvre et Rhône
La communauté de communes Entre Bièvre et Rhône est une communauté de communes française, située dans le département de l'Isère et la région Auvergne-Rhône-Alpes. Elle est créée le 1er janvier 2019 par la fusion des communautés de communes du Pays Roussillonnais et du Territoire de Beaurepaire.

## Historique
La quasi-unanimité des 37 conseils municipaux (35 sur 37) s’était prononcée en faveur de cette fusion au printemps 2018.
Le 24 octobre 2018, la commission départementale de coopération intercommunale a unanimement approuvé ce rapprochement.
L’arrêté préfectoral de fusion no 38-2018-12-10-004 est signé le 10 décembre 2018.

## Composition
La communauté de communes est composée des 37 communes suivantes :

| Nom                          | Code Insee | Gentilé              | Superficie (km2) | Population (dernière pop. légale) | Densité (hab./km2) |
| ---------------------------- | ---------- | -------------------- | ---------------- | --------------------------------- | ------------------ |
| Saint-Maurice-l'Exil (siège) | 38425      | Samauritains         | 12,82            | 6 722 (2022)                      | 524                |
| Agnin                        | 38003      | Agnitaires           | 7,96             | 1 240 (2022)                      | 156                |
| Anjou                        | 38009      | Anjoulois            | 5,03             | 1 023 (2022)                      | 203                |
| Assieu                       | 38017      | Assieutois           | 12,34            | 1 722 (2022)                      | 140                |
| Auberives-sur-Varèze         | 38019      | Auberivois           | 7,05             | 1 465 (2022)                      | 208                |
| Beaurepaire                  | 38034      | Beaurepairiens       | 18,46            | 5 007 (2022)                      | 271                |
| Bellegarde-Poussieu          | 38037      | Poussieurois         | 16,79            | 1 015 (2022)                      | 60                 |
| Bougé-Chambalud              | 38051      | Bougérards           | 15,85            | 1 469 (2022)                      | 93                 |
| Chalon                       | 38066      | Châlonnais           | 5,2              | 169 (2022)                        | 32                 |
| Chanas                       | 38072      | Chanasiens           | 11,65            | 2 714 (2022)                      | 233                |
| La Chapelle-de-Surieu        | 38077      | Chapelains           | 11,22            | 761 (2022)                        | 68                 |
| Cheyssieu                    | 38101      | Cheyssinois          | 8,55             | 1 051 (2022)                      | 123                |
| Clonas-sur-Varèze            | 38114      | Clonarins            | 6,83             | 1 541 (2022)                      | 226                |
| Cour-et-Buis                 | 38134      | Courtois             | 13,73            | 926 (2022)                        | 67                 |
| Jarcieu                      | 38198      | Jarcieurois          | 6,31             | 1 135 (2022)                      | 180                |
| Moissieu-sur-Dolon           | 38240      | Moissieurois         | 14,38            | 721 (2022)                        | 50                 |
| Monsteroux-Milieu            | 38244      | Monsteroudiares      | 8,17             | 782 (2022)                        | 96                 |
| Montseveroux                 | 38259      | Montseverois         | 16,48            | 998 (2022)                        | 61                 |
| Pact                         | 38290      | Pactois              | 9,74             | 864 (2022)                        | 89                 |
| Le Péage-de-Roussillon       | 38298      | Péageois             | 7,41             | 6 587 (2022)                      | 889                |
| Pisieu                       | 38307      | Pisillards           | 18,76            | 526 (2022)                        | 28                 |
| Pommier-de-Beaurepaire       | 38311      | Pommiérois           | 19,16            | 731 (2022)                        | 38                 |
| Primarette                   | 38324      | Primarettois         | 21,76            | 694 (2022)                        | 32                 |
| Revel-Tourdan                | 38335      | Revellois/Tourdanais | 11,62            | 1 050 (2022)                      | 90                 |
| Les Roches-de-Condrieu       | 38340      | Rochelois            | 1,03             | 2 031 (2022)                      | 1 972              |
| Roussillon                   | 38344      | Roussillonnais       | 11,62            | 8 584 (2022)                      | 739                |
| Sablons                      | 38349      | Sablonnais           | 10,23            | 2 306 (2022)                      | 225                |
| Saint-Alban-du-Rhône         | 38353      | Saint-Albanais       | 3,56             | 960 (2022)                        | 270                |
| Saint-Barthélemy             | 38363      | Barthéloméens        | 7,98             | 929 (2022)                        | 116                |
| Saint-Clair-du-Rhône         | 38378      | Saint-Clairois       | 7,16             | 3 678 (2022)                      | 514                |
| Saint-Julien-de-l'Herms      | 38406      | Julienois            | 9,17             | 163 (2022)                        | 18                 |
| Saint-Prim                   | 38448      | Saint-Primois        | 7,3              | 1 454 (2022)                      | 199                |
| Saint-Romain-de-Surieu       | 38452      | Sainromaintais       | 4,71             | 465 (2022)                        | 99                 |
| Salaise-sur-Sanne            | 38468      | Salaisiens           | 16,15            | 4 548 (2022)                      | 282                |
| Sonnay                       | 38496      | Sonnayards           | 14,17            | 1 255 (2022)                      | 89                 |
| Vernioz                      | 38536      | Vergnos              | 11,32            | 1 503 (2022)                      | 133                |
| Ville-sous-Anjou             | 38556      | Terrebassiens        | 18,25            | 1 179 (2022)                      | 65                 |

## Politique et administration
Le siège de la communauté de communes est situé à Saint-Maurice-l'Exil.

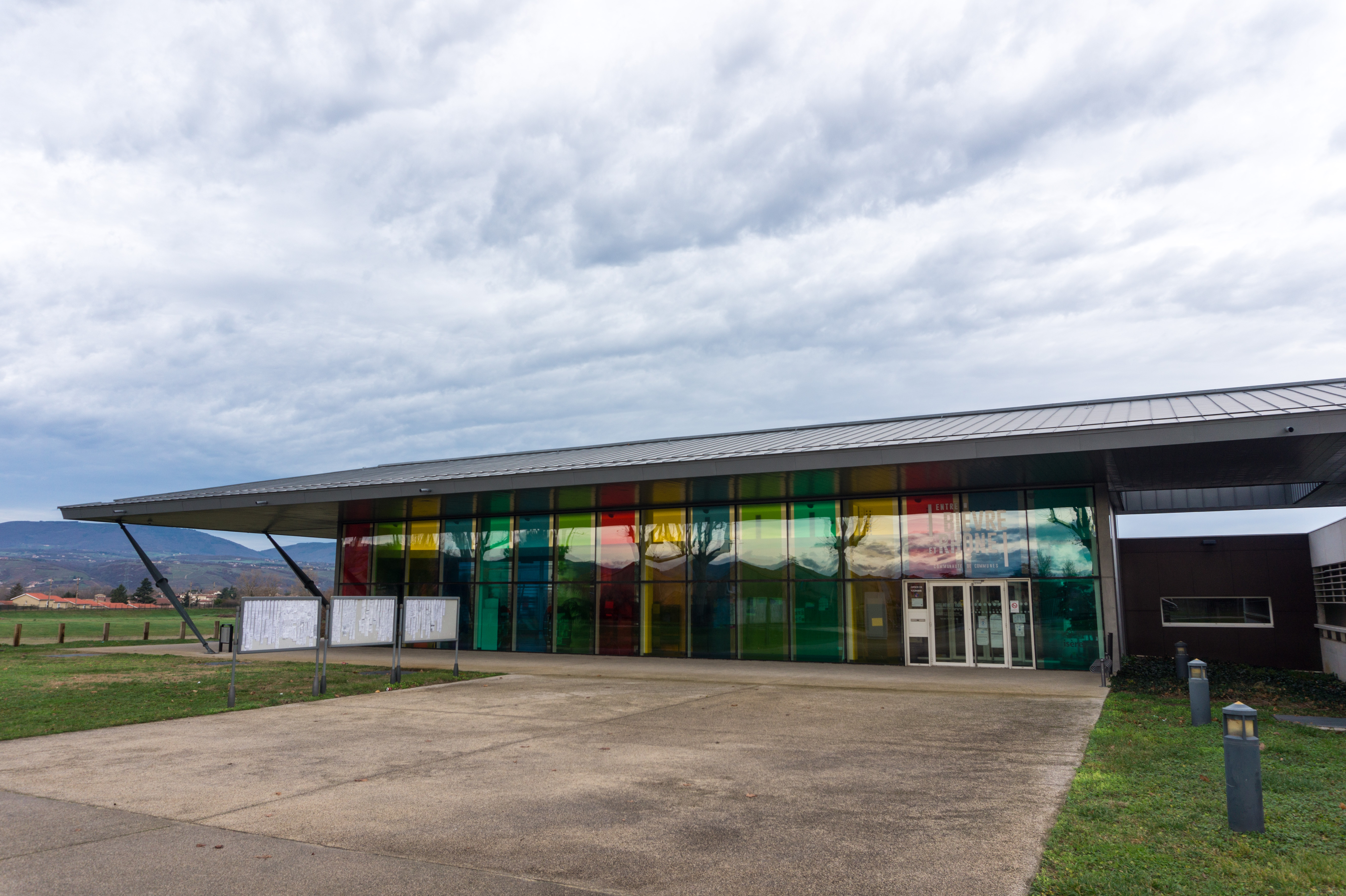
Siège de la communauté de communes

### Conseil communautaire
La communauté de communes est administrée par le conseil de communauté, composé de 66 conseillers, élus pour 6 ans.
| Nombre de délégués | Communes                                     |
| ------------------ | -------------------------------------------- |
| 8                  | Roussillon                                   |
| 6                  | Le Péage-de-Roussillon, Saint-Maurice-l'Exil |
| 5                  | Beaurepaire                                  |
| 4                  | Salaise-sur-Sanne                            |
| 3                  | Saint-Clair-du-Rhône                         |
| 2                  | Chanas, Les Roches-de-Condrieu, Sablons      |
| 1                  | Les autres communes                          |

### Présidence
Le conseil communautaire élit un président et quinze vice-présidents pour une durée de six ans.
| Période      | Période         | Identité         | Étiquette | Qualité |
| ------------ | --------------- | ---------------- | --------- | --- |
| janvier 2019 | 2020            | Francis Charvet  | DVG       | Ancien maire de Saint-Maurice-l'Exil Ancien président de la Communauté de communes du Pays Roussillonnais                                                                                  |
| juillet 2020 | 21 février 2025 | Sylvie Dézarnaud | DVD       | Conseillère municipale de Revel-Tourdan Conseillère départementale du Canton de Roussillon (2015-2021) Conseillère régionale (depuis 2021) Députée de l'Isère (depuis 2025) Démissionnaire |
| 3 mars 2025  | En cours        | Robert Duranton  | DVD       | Maire de Roussillon (depuis 2014) Conseiller départemental du Canton de Roussillon (depuis 2015)                                                                                           |